# Talamello
Talamello – miejscowość i gmina we Włoszech, w regionie Emilia-Romania, w prowincji Rimini.

## Demografia
Według danych na styczeń roku 2012 gminę zamieszkiwało 1 069 osób a gęstość zaludnienia wynosiła 101,5 os./km².

## Źródła danych
- Istituto Nazionale di Statistica
- Demografia prowincji Rimini. provincia.rimini.it. [zarchiwizowane z tego adresu (2013-10-29)].